# 多巴胺再攝取抑制劑
多巴胺再攝取抑制劑（Dopamine reuptake inhibitor,DRI）是一類藥物，它通過阻斷多巴胺轉運體（DAT）的作用而充當單胺神經遞質多巴胺的再攝取抑製劑。當未被突觸後神經元吸收的細胞外多巴胺被阻止重新進入突觸前神經元時，可實現再攝取抑制。這導致細胞外多巴胺濃度增加，多巴胺能神經傳遞增加。[1]
DRI因其心理刺激作用而用於治療注意力不足過動症（ADHD）和發作性嗜睡病，並因其食慾抑制作用而用於治療肥胖症和暴食症。它們有時在情緒障礙的治療中用作抗抑鬱藥，但由於強效DRI具有很高的濫用潛力並且對其使用存在法律限制，因此它們作為抗抑鬱藥的用途受到限制。由於多巴胺能神經傳遞的增加，缺乏多巴胺再攝取和細胞外多巴胺水平的增加與成癮行為的敏感性增加有關。多巴胺能途徑被認為是強有力的獎勵中心。由於大腦中多巴胺的突觸濃度升高，古柯鹼等許多DRI都是濫用藥物。

## 社會文化

### 使用史
直到1950年代，多巴胺一直被認為僅對去甲腎上腺素和腎上腺素的生物合成有貢獻。直到在大腦中發現多巴胺的水平與去甲腎上腺素相似，才認為其生物學作用可能不同於兒茶酚胺的合成[2]。

## 藥物治療用途
能改善使用者的情绪和专注力，被应用于注意力不足过动症（ADHD）、嗜睡症、躁郁症和忧郁症的治疗。

## 多巴胺再攝取抑制劑列表
金刚烷胺
哌醋甲酯
安非他酮